# 12620 Simaqian
12620 Simaqian là một tiểu hành tinh vành đai chính với chu kỳ quỹ đạo là 1995.5040186 ngày (5.46 năm).
Nó được phát hiện ngày 24 tháng 9 năm 1960.
Tiểu hành tinh được đặt tên vào ngày 22 tháng 1 năm 2008 theo tên của nhà chiêm tinh, nhà sử học và nhà văn Trung Quốc Tư Mã Thiên.